# Червонное казачество
Черво́нное каза́чество (укр. Червоне козацтво) — общевойсковое соединение (с 1920 года — корпус) вооружённых сил Советской Украины в период Гражданской войны. Было сформировано правительством Украинской Народной Республики Советов со столицей в Харькове в противовес войскам Украинской Народной Республики со столицей в Киеве — так называемому Вольному казачеству, ориентированному на конфронтацию с Москвой. Одно из воинских формирований в составе РККА, известных под собирательным названием «красноказачьи», то есть  в той или иной мере связанные с казачеством как сословием, народом, потомками казаков XVII—XVIII веков (особенно актуально именно для казачества Украины-Малоросии).
Создание Червонного казачества по сути является знаковым также в том смысле, что знаменует собой процесс образования формирований новой, регулярной Красной армии на подконтрольных большевикам территориях бывшей Российской империи.

## История создания
12 (25) декабря 1917 года в Харькове на Всеукраинском съезде Советов рабочих, солдатских и крестьянских депутатов была провозглашена Советская власть на Украине. В это время в Харькове находились два полка Украинской Центральной рады — 2-й Украинский запасной и Чигиринский.
19 декабря 1917 (1 января 1918) года Совет народных комиссаров РСФСР признал Народный секретариат УНРC единственным законным правительством Украины.

В. М. Примаков, организатор Красного казачества

По просьбе украинского советского правительства в Харьков прибыл В. М. Примаков, который ранее был направлен в Петроград от Черниговского Совета рабочих и солдатских депутатов делегатом на II Всероссийский съезд Советов. Там он был избран членом Всероссийского ЦИК и участвовал в разгроме мятежа Керенского — Краснова в ноябре 1917 года. Примаков позднее писал в своих воспоминаниях, что в ночь с 27 декабря 1917 (9 января 1918) на 28 декабря 1917 (10 января 1918) по распоряжению народного секретаря Украинской Народной Республики Советов 2-й украинский полк (командир Е. И. Волох) был разоружён, а на базе 3-го батальона этого полка, перешедшего на сторону советской власти, был создан 1-й полк Червонного казачества, пополнившийся многочисленными добровольцами из числа солдат и харьковских рабочих.
31 декабря 1917 (13 января 1918) Народный секретариат по военным делам обратился к трудящимся республики с призывом о вступлении в курени (полки) Червонного казачества.
Формирование воинских частей и подразделений Червонного казачества проводилось одновременно с Красной гвардией. В январе были сформированы 3-й Червонный полк и несколько красногвардейских отрядов в г. Кременчуге, 1-й Пролетарский полк Харьковского паровозостроительного завода в Харькове, 1-й Рабоче-Крестьянский полк, 1-й Пролетарский пулемётный полк, 1-й Партизанский полк, 1-й Инженерный Рабоче-Крестьянский полк (в разных городах). Отряды Красной гвардии формировались в восточных уездах Харьковской и Екатеринославской губерний, входящих в Донецкий угольный бассейн, в Екатеринославе, позднее — в Полтаве.

## Боевое использование
В начале января 1918 года Совнарком РСФСР и Народный секретариат УНРС приняли решение о совместном вооружённом наступлении на войска Центральной рады. Главный удар решено было нанести от Харькова на Полтаву при дальнейшем движении на Киев совместно с большевизированными частями бывшей Русской императорской армии. Все войска входили в состав Южного революционного фронта по борьбе с контрреволюцией (главнокомандующий войсками фронта В. А. Антонов-Овсеенко, начальник Полевого штаба фронта, руководивший боевыми действиями на Украине, — М. А. Муравьёв). Главнокомандующим войсками УНРС был Ю. М. Коцюбинский (с 19.01.1918 г.).
В наступлении участвовал и 1-й полк Червонного казачества. 6 (19) января наступающие заняли Полтаву, 26 января (8 февраля) — Киев.
Ещё 20 января (2 февраля) Народный секретариат издал Декрет об организации народной революционно-социалистической армии — Червонного казачества. Декретом были установлены добровольческий принцип комплектования, классовая рабоче-крестьянская основа новой армии, необходимость рекомендаций для вступления в неё, государственное обеспечение для солдат и членов их семей, находящихся на их иждивении. Вслед за Харьковом отряды Червонного казачества были сформированы в населённых пунктах Харьковской и Полтавской губерний, в Полтаве, Киеве. 23 февраля штаб Красного казачества был открыт в Одессе.

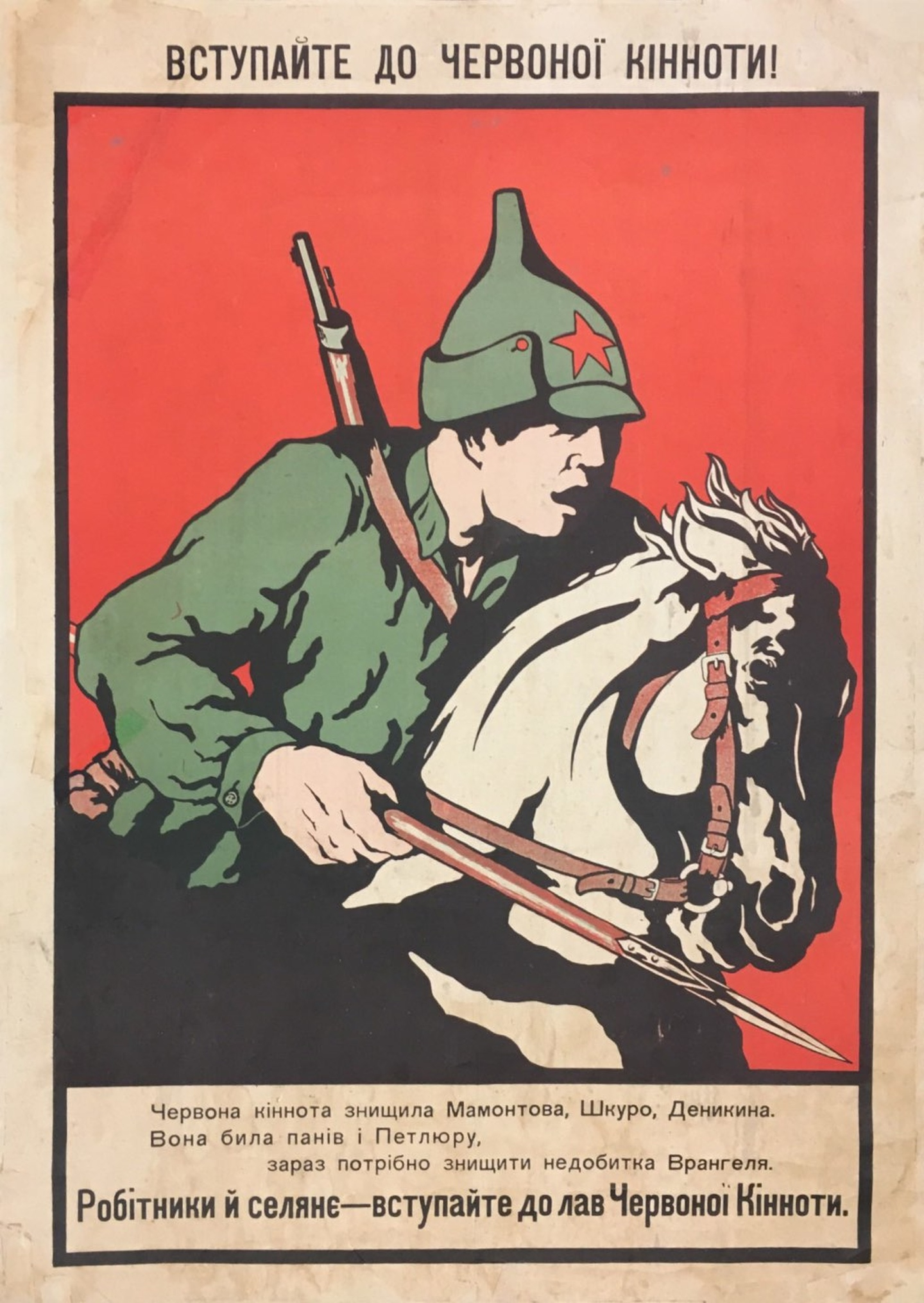
Плакат «Вступайте до Червоної Кінноти!» («Вступайте в красную конницу!»), 1920 год

Тем временем 27 января (9 февраля) 1918 года делегация Центральной рады заключила сепаратный мирный договор с блоком Центральных держав, согласно которому ими признавался суверенитет УНР. Центральной радой было подписано соглашение, на основании которого на территорию Украины вступили немецкие и австро-венгерские войска. В свою очередь, Советская Россия также подписала Брестский мирный договор, по которому обязалась признать независимость Украины (УНР), прекратить боевые действия и вывести с её территории свои войска. Немногочисленные отряды Червонного казачества и рабочей Красной гвардии, подчинявшиеся советскому правительству Украины, были неспособны самостоятельно сдержать германо-австрийское наступление и были выведены на территорию РСФСР. При этом 1-й полк Червонного казачества под командованием Примакова сменил своё наименование и прошёл переформирование, а в конце сентября 1918 года по приказу Всеукраинского военно-революционного комитета (большевиков) вошёл в одну из двух сформированных Украинских повстанческих дивизий.
С середины декабря 1918 года 1-й конный полк Червонного казачества в составе Украинского фронта участвовал в боях с Действующей армией УНР.
В июле-августе 1919 года 1-й конный полк Червонного казачества был развёрнут в 1-ю конную бригаду Червонного казачества, которая в сентябре вошла в состав вновь сформированной конной дивизии (с декабря 1919 — 8-я конная дивизия Червонного казачества) под командованием Примакова.
В сентябре 1920 года была сформирована 17-я кавалерийская дивизия Червонного казачества, а в октябре 1920 года дивизии были объединены в 1-й Конный корпус Червонного казачества Юго-Западного фронта под командованием Примакова. Корпус под таким названием просуществовал до 1938 года, когда был переименован в 4 кавкорпус РККА.